# Xavier Gil Pujol
Xavier Gil i Pujol (Puigcerdà, 19 de julio de 1956) es un historiador español.

## Biografía
Licenciado en Geografía e Historia por la Universidad de Barcelona (1978). De 1981 a 1985 amplió estudios en la Universidad de Princeton gracias a una beca de la Fundación Juan March con John Elliott. En 1989 se doctoró en la Universidad de Barcelona con la tesis De las alteraciones a la estabilidad. Corona, fueros y política en el reino de Aragón, 1585-1648. Ha sido director del Departamento de Historia Moderna de la Universidad de Barcelona.
En 2008 fundó la European Society for the History of Political Thought. Sus principales líneas de investigación son la política y el gobierno de la Corona de Aragón en los siglos XVI a XVII y la estructura constitucional de los Austrias en España. En 2014 fue elegido miembro de la Real Academia de la Historia.
Además de dirigir numerosas tesis doctorales, ha escrito decenas de artículos en revistas científicas de Historia (como Índice Histórico Español), y alguno en revistas de divulgación como La Aventura de la Historia y culturales como Revista de Occidente y Revista de Libros. También es miembro del comité organizador de los Congresos de Historia Moderna de Cataluña y en alguna ocasión, como en 2013, ha pronunciado el discurso inaugural.

## Obras
- Recepción de la Escuela de Annales en la historia social anglosajona. Fundación Juan March, 1983.
- De las alteraciones a la estabilidad: corona, fueros y política en el Reino de Aragón, 1585-1648. Universidad de Barcelona, 1989.
- Información de los sucesos del Reino de Aragón en los años de 1590 y 1591 en que se advierte los yerros de algunos autores. Justicia de Aragón, 1991.
- Las claves del absolutismo y el parlamentarismo, 1603-1714. Grupo Planeta, 1991.
- Aragonese constitutionalism and Habsburg rule: the varying meanings of liberty (2001)
- «Un rey, una fe, varias naciones. Patria y nación en la España de los siglos XVI y VII» en La Monarquía de las naciones. Patria, nación y naturaleza en la Monarquía de España. Fundación Carlos de Amberes, 2004.
- Tiempo de política: perspectivas historiográficas sobre la Europa moderna. Universidad de Barcelona, 2006.
- Catalunya, entre la guerra i la pau, 1713-1813. Actas del VII Congreso de Historia Moderna de Cataluña, 2013.
- La fábrica de la monarquía: traza y conservación de la monarquía de España de los Reyes Católicos y los Austrias. Real Academia de la Historia, 2016 (en colaboración con Luis Miguel Enciso Recio).
- Catalunya i el Mediterrani. Actas del VIII Congreso de Historia Moderna de Cataluña, 2019.
- «The shaping of the Iberian polities in the late fifteenth and early sixteenth centuries» en The Iberian world, 1450-1820 (coordinado por Fernando Bouza, Pedro Cardim y Antonio Feros Carrasco). Routledge, 2019.
- «Imperio, monarquía, universalidad. España y el mundo ibérico, desde mediados del siglo XV a inicios del siglo XVII» en El valor de la historia (coordinado por Carmen Sanz Ayán). Dykinson, 2022.
- El món d’Ignasi de Loiola. Religió, cultura i societat als segles XVI i XVII. Actas del IX Congreso de Historia Moderna de Cataluña, 2023.